# Истанбулски сафир
Истанбулски сафир је облакодер који се налази у централној пословној четврти Левент у Истанбулу, у Турској.
Био је то највиши небодер у Истанбулу и Турској између 2010. и 2016. и 4. највиша зграда у Европи када је његова изградња завршена 2010. године. Зграда се уздиже 54 спрата изнад нивоа земље и има висину крова од 238 метара; али зграда има укупну структурну висину од 261 метар укључујући њен торањ, који је део дизајна, а не радио антена. Дизајниран од стране турске компаније, то је мешовити трговински објекат  и луксузна резиденција којим управља компанија Килер. То је уједно и први еколошки облакодер у земљи.
Од 2020. године, Истанбулски сафир је 4. највиши облакодер у Истанбулу и Турској, иза 284 метра високих кула близанаца Скајленд Истанбул који се налазе поред Турк Телеком Арене у округу Саријер на европској страни, и 280 метара високог Торња Метропол Истанбул у округу Аташехир на азијској страни града.

## Историја и архитектура
Истанбулски сафир је пројектовала фирма Tabanlıoğlu Architects као високотехнолошку структуру која се састоји од 64 спрата (54 надземних и 10 подрумских спратова), заједничких дневних спратова, великих паркинг места, великог тржног центра и 47 спратова за стамбену употребу.
Постоје посебни спратови са приватним баштама између свака 3 спрата, а сваких 9 спратова су одвојени један од другог заједничким дневним простором или механичким спратовима. Дизајн и одржавање башта је у надлежности компаније за управљање резиденцијом.

## Најдубља ископана грађевинска јама у Турској
Темељна јама ископана за пројекат – дубока 42,5 метара – је најдубља темељна јама ископана за било коју грађевину у Турској.

## Грађевински радови
Изградња зграде започета је 2006. године, а завршена је 2010. године. Званична церемонија отварања зграде одржана је 4. марта 2011. 
Пројекат је изграђен на земљишту од 11.339 м2 и има укупну грађевинску површину од 157.800 м2, и укључује 35.000 м2 тржног центра.

## Галерија
- Поглед на Левент са Босфорског мореуза. Истанбулски сафир је највиши облакодер са леве стране.
- Катамаран Сибас на Босфору, са облакодерима пословног округа Левент у позадини. Истанбулски сафир је први са леве стране.
- Поглед на Левент са Истанбулским сафиром - први облакодер са десне стране.
- Истанбулски сафир током изградње
- Истанбулски сафир: поглед на предњу фасаду зграде са нивоа улице
- Истанбулски сафир: поглед на задњу фасаду зграде са нивоа улице
- Поглед са крова Истанбулског сафира
- Поглед са видиковца на Истанбулски сафир